# فانغارا (سريكاكولم)
فانغارا (بالإنجليزية: Vangara, Srikakulam)‏ هي منطقة سكنية تقع في الهند في أندرا برديش. يقدر عدد سكانها بـ 1,653 نسمة وترتفع عن سطح البحر 132 متر.